# Пастренго
Пастренго (итал. Pastrengo) је насеље у Италији у округу Верона, региону Венето.
Према процени из 2011. у насељу је живело 1954 становника. Насеље се налази на надморској висини од 184 м.

## Становништво
Према резултатима пописа становништва 2011. у општини је живело 2.893 становника.
| 1931. | 1936. | 1951. | 1961. | 1971. | 1981. | 1991. | 2001. | 2011. |
| ----- | ----- | ----- | ----- | ----- | ----- | ----- | ----- | ----- |
| 1.795 | 1.687 | 1.867 | 1.745 | 1.880 | 2.055 | 2.320 | 2.362 | 2.893 |

## Партнерски градови
- Sanfront